# گرگ‌ومیش: خسوف
خسوف (ماه‌گرفتگی)(به انگلیسی: Eclipse) یک فیلم رمانتیک و تخیلی با موضوع خون‌آشامها ساخته شده در سال ۲۰۱۰ است که از روی رمان استفانی میر به نام خورشیدگرفتگی ساخته شده‌است.
داستان این فیلم پس از دو فیلم گرگ و میش و ماه نو اتفاق می‌افتد. فیلم گرگ‌ومیش: سپیده‌دم - قسمت اول ادامهٔ داستان این فیلم است.

## داستان
بلا از دبیرستان فارغ‌التحصیل شده و به زودی قصد ازدواج با ادوارد را دارد اما ویکتوریا خون‌آشامی که بلا سوان را عامل اصلی مرگ نامزدش جیمز می‌داند بار دیگر بازگشته او این بار قصد دارد با ایجاد ارتشی از تازه متولد شده‌ها (خون‌آشام‌هایی که به تازگی به خون‌آشام تبدیل شده‌اند) انتقامی سخت از بلا و خانواده کالن بگیرد.
اما خواهر ادوارد، آلیس به لطف قدرت آینده بینی خود پی به این موضوع می‌برد. ادوارد در پی یافتن راه حلی برای نجات زندگی بلا است از سوی دیگر بلا درگیر یک مثلث عشقی بین جیکوب و ادوارد است.
جیکوب که به خوبی خطر را حس کرده‌است دوستان خود را متقاعد می‌کند که در اتفاقی نادر به همکاری با خون‌آشام‌ها بپردازند. جاسپر (برادر ادوارد) که سال‌ها پیش مبارزاتی با تازه متولد شده‌ها داشته مأمور تعلیم فنون مبارزه به گروه می‌گردد. سرانجام ارتش ویکتوریا به فورکس حمله کرده، اما شکستی سخت می‌خوردند و همه نابود می‌شوند در حالی که ویکتوریا به تنهایی پیش به سوی کوهستانی می‌رود که بلا و ادوارد برای دور نگه داشتن بلا از جنگ در آنجا اقامت کرده‌اند. اما در طی یک جنگ نفس گیر بین ویکتوریا و ادوارد ویکتوریا می‌میرد. در پایان فیلم شاهد آن هستیم که دکتر کارلایل (کارلیسل) کالن، پدر ادوارد به مداوای زخم‌های جیکوب می‌پردازد و در انتها جیکوب به بلا می‌گوید که حتی تا ابد منتظر وی خواهد بود.